# Maor Buzaglo
Pour les articles homonymes, voir Buzaglo.
Maor Bar Buzaglo (hébreu : מאור בוזגלו, né le 14 janvier 1988, est un footballeur international israélien.

## Carrière en club
Durant son parcours junior, Moar Buzaglo a joué pour les clubs suivant : Maccabi Tel-Aviv, Hapoël Tel-Aviv et Betar Jérusalem. En 2002, il fait un test à la  Juventus et participe au tournoi des jeunes. Durant ce tournoi, il est repéré par l'Olympique lyonnais et signe un contrat avec le club français. Après un an, il retourne en Israël et signe en faveur du Maccabi Haïfa. 

### Hapoël Petah-Tikvah
Buzaglo joue deux fois avec le Maccabi Haïfa avant d'être prêté au Hapoël Petah-Tikvah. En 21 apparitions, il marque 5 fois et réalise aussi un coup du chapeau face à Hakoah Amidar Ramat Gan dans une victoire 3-2 pour son club.

### Bnei Sakhnin
Buzaglo termine bien la saison mais est prêté à nouveau, cette fois aux promus de l'Hapoël Bnei Sakhnin. Le club finit quatrième du championnat et est qualifié pour la Coupe Toto. Buzaglo marque 9 fois durant la saison. Il termine huitième meilleur buteur de la Ligat HaAl (D1 Israélienne). Il est nommé "Découverte de l'année" à la fin de la saison.

### Maccabi Tel-Aviv
Le 30 juillet 2008, il quitte le Maccabi Haïfa et signe un contrat de 4 ans avec le Maccabi Tel-Aviv après de nombreuses et longues négociations avec Haifa et son père (qui est aussi son agent). À la fin de la saison 2008-09, Buzaglo se déchire les ligaments du genou et est contraint d'abandonner les terrains pendant 7 mois. Il revient à la moitié de la saison 2009-10, marque à trois reprises et délivre cinq passes décisives, montrant qu'il est ainsi revenu au meilleur de sa forme. Il finit cette saison avec quatre buts. À la fin de la saison 2010-11, Buzaglo donne une interview à la presse israélienne et critique publiquement le club, ce qui lui vaudra une amende pour mauvais comportement et une suspension par le club. Le 26 juin 2011, le propriétaire du club, Mitchell Goldhar, annonce que Maor Buzaglo n'est plus dans les plans de l'équipe et qu'il est placé sur la liste des transferts. Une offre intéressante aurait été proposée par le club rival Hapoël Tel-Aviv mais elle est niée par le père de Buzaglo.

### Standard de Liège
En août 2011, le Standard de Liège cherche urgemment du renfort après s'être séparé de ses trois milieux stars Axel Witsel, Mehdi Carcela et Steven Defour. Le 19 août, un accord est trouvé et Buzaglo signe un contrat de 2 ans en faveur du club liégeois. Le 4 décembre 2011, son club indique que Maor a eu une collision à un entrainement avec un gardien du club, et qu'il sera indisponible jusqu'au mois d'avril minimum (la blessure est une fracture du péroné),.

## Équipe d'Israël de football
Buzaglo représente son pays dans toutes les catégories d'âge à partir des moins de 17 ans. Chez les moins de 19 ans, Buzaglo marque 21 fois en 34 matchs, incluant un quadruplé contre le Danemark lors de la Milk Cup en 2007. Avec les espoirs israéliens, il marque 8 fois en 15 matches.
Le 17 novembre 2007, Moar Buzaglo fait sa première apparition en équipe d'Israël de football à l'occasion d'un match contre la  Russie durant les éliminatoires de l'Euro 2008.

## Palmarès
- Champion d'Israël  en 2006, 2016 et 2017
- Vainqueur de la Coupe de la Ligue israélienne de football (Coupe Toto) en 2008-09 avec le Maccabi Tel-Aviv

## Récompense individuelle
- Découverte de l'année du championnat d'Israël 2007-08

## Vie privée
Son frère aîné, Asi Buzaglo, est également footballeur, de même que l'était leur père, Jacob Buzaglo qui a joué dans les années 70-80 notamment pour Hapoël Tel-Aviv, Betar Jérusalem et Hapoël Jerusalem.
Maor Buzaglo est marié à Meran Nimni, la nièce de Avi Nimni, qui joue lui au Maccabi Tel-Aviv.